# Stefan Paprikow

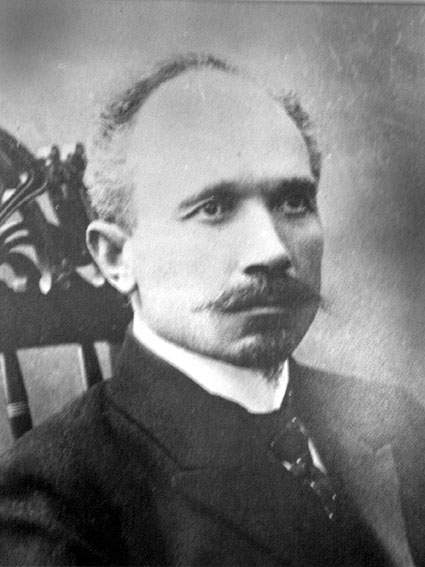
S. Paprikow, Datierung unbekannt

Stefan Georgiew Paprikow (bulgarisch Стефан Георгиев Паприков) (* 12. Apriljul. / 24. April 1858greg. in Pirdop, Osmanisches Reich; † 30. Mai 1920 in Sofia) war ein bulgarischer Militärangehöriger und Politiker. Von Januar 1899 bis März 1903 war er Kriegsminister in fünf verschiedenen Regierungen und von Januar 1908 bis September 1910 Außenminister seines Landes in der Regierung Malinow.

## Militärische Laufbahn
Bereits als jugendlicher Schüler beteiligte sich Paprikow am Aufstand von Stara Sagora 1875 und am Aprilaufstand 1876. Nach dem Dienst in einer Freiwilligengruppe zur Unterstützung der russischen Armee während des russisch-türkischen Krieges 1877/78 besuchte er die neugegründete Militärschule in Sofia, die er 1879 als Unterleutnant verließ. Nach kurzem Truppendienst wurde er 1880 bis 1883 auf einen Lehrgang an der russischen Militärakademie Sankt Petersburg delegiert, wo er 1882 zum Leutnant befördert wurde. Er kehrte anschließend in den Truppendienst zurück und wurde 1884 als Bataillonskommandeur eingesetzt. Kurz vor Ausbruch des serbisch-bulgarischen Krieges wurde Paprikow 1885 zum Hauptmann befördert. Während des Krieges diente er als Stabschef einer Division. Nach dem Krieg wurde er 1887 Major und – nach kurzen Zeiten als stellvertretender Generalstabschef und Generalstabschef – zum Kommandeur der Militärschule ernannt. 1891 folgte die Beförderung zum Oberstleutnant und die Ernennung zum Chef der Verwaltungsabteilung im Generalstab, 1895 wurde Paprikow Oberst. Von 1896 bis 1899 war er erneut Generalstabschef, aus diesem Amt heraus wurde er zum Kriegsminister berufen und 1900 zum Generalmajor ernannt.
Nach seinem Ausscheiden als Kriegsminister war er zunächst Inspekteur der Infanterie.

## Politische Laufbahn
1906 wurde Paprikow zum bulgarischen diplomatischen Vertreter in Russland ernannt. In dieser Stellung wurde er 1908 zum Generalleutnant befördert, aber noch im gleichen Jahr abberufen um das Außenministerium in Sofia zu übernehmen. In dieser Funktion hatte er Anteil an der Erlangung der vollen Souveränität und an der Erhebung des Fürstentums Bulgarien zum Königreich. Dadurch wurde auch der diplomatische Posten in Sankt Petersburg, auf den er nach seinem Ausscheiden aus der Regierung bis 1912 zurückkehrte, zu dem eines Bevollmächtigten Ministers aufgewertet. Er kehrte von dort zurück, um als bulgarischer Verbindungsoffizier im serbischen Hauptquartier am ersten Balkankrieg teilzunehmen.
1914 wurde Paprikow für die Demokratische Partei zum Mitglied der Nationalversammlung gewählt, der er bis 1919 angehörte. Während des Weltkrieges war er ehrenamtlicher Vorsitzender des Hilfsvereins für die Soldatenfamilien.

## Veröffentlichungen
Neben diversen Lehrmaterialien zur Offiziersausbildung, insbesondere über Militärverwaltung und -organisation, verfasste Paprikow
- Сръбско-българската война (Der serbisch-bulgarische Krieg) 2 Bände 1885, Neuauflage 1 Band 2011, ISBN 9789549800906.